# KMZ TU4
TU4 (ros. ТУ4) – wąskotorowa (tor szerokości 750 mm) lokomotywa spalinowa produkcji radzieckiej, przeznaczona głównie dla kolei przemysłowych. Produkowana była w latach 1962-1974.

## Historia
Od połowy lat 50. w kilku zakładach w ZSRR rozpoczęto projektowanie spalinowozu wąskotorowego dla kolei przemysłowych, w różnych układach konstrukcyjnych, pod kierownictwem Centralnego Instytutu Naukowo-Badawczego Mechanizacji i Elektryfikacji Gospodarki Leśnej (CNIIME). Najbardziej udanym okazał się skierowany do produkcji seryjnej spalinowóz TU4 konstrukcji Kambarskiej Fabryki Maszyn w Kambarce i instytutu Giproliesmasz, opracowany w 1961 roku (TU od tiepłowoz uzkokoliejnyj - spalinowóz wąskotorowy). 
Produkcja seryjna trwała od 1962 do 1974. W toku produkcji lokomotywa przechodziła niewielkie modernizacje. Wyprodukowano co najmniej 3138 sztuk. Produkcję zakończono w związku z pojawieniem się lżejszego wariantu nowszej lokomotywy TU7. Lokomotywy TU4 były lubiane za niezawodność i łatwość eksploatacji.
Lokomotywy TU4 były używane na kolejach przemysłowych i leśnych w krajach byłego ZSRR, gdzie część kontynuuje służbę do tej pory (2009). Nieliczne były używane na kolejach dziecięcych (DŻD).

## Konstrukcja
Lokomotywa ma centralną kabinę maszynisty, przesuniętą w kierunku tyłu lokomotywy. Z przodu lokomotywy umieszczony jest silnik z przekładnią, a z tyłu, pod krótszą obudową, bateria akumulatorów. Rama nadwozia opiera się na dwóch dwuosiowych wózkach (układ osi Bo'Bo'). Napęd stanowi turbodoładowany silnik wysokoprężny U1D6-250TKS3 o mocy maksymalnej 250 KM - rozwinięcie silnika 1D6. Napęd przekazywany jest za pośrednictwem dwustopniowej przekładni hydraulicznej UGP-230 konstrukcji Kałuskiej Fabryki Maszyn w Kałudze i wałów kardana. 

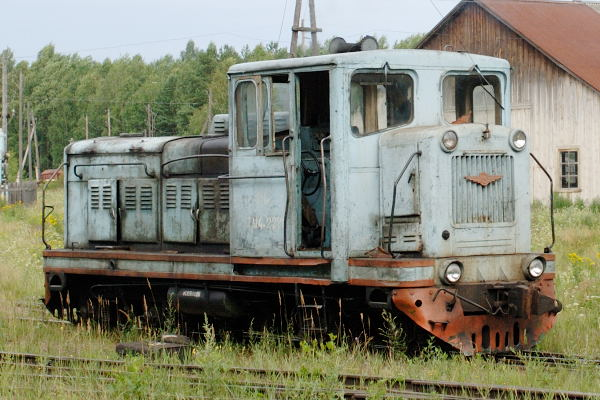
TU4-2221 od tyłu
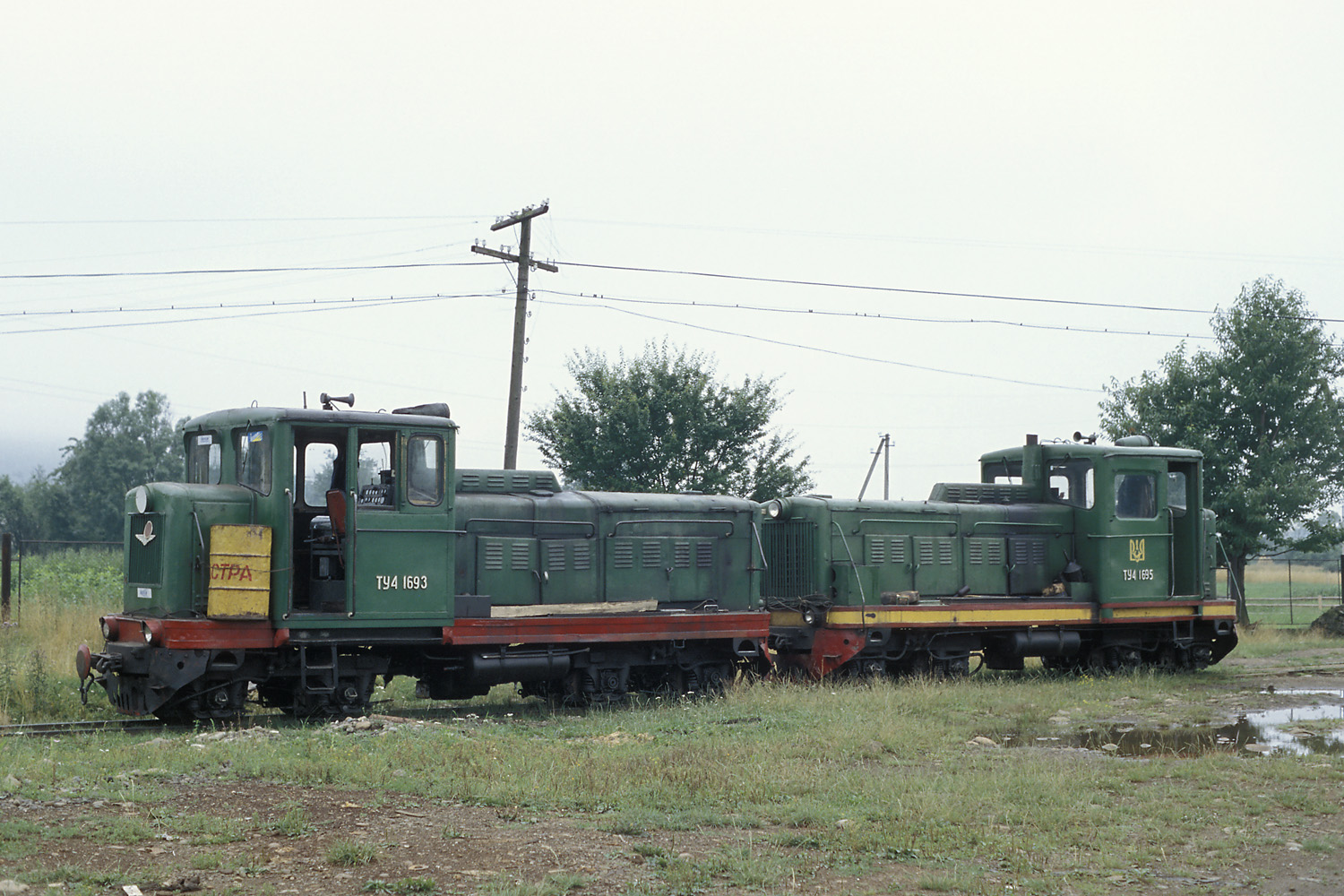
TU4-1693 i 1695, Ukraina